# ددآرواره
ددآرواره (نام علمی: Theriognathus) نام یک سرده از parvorder هوددسران است.